# Remigio Ragonesi
Remigio Ragonesi (Bagnaia, 19 gennaio 1921 – Roma, 22 marzo 2000) è stato un arcivescovo cattolico italiano.

## Biografia
Nasce a Bagnaia, in provincia di Viterbo e diocesi di Viterbo e Tuscania, e viene ordinato sacerdote il 26 maggio 1945.
Lavora in vari uffici del Vicariato di Roma, fino a diventarne il sostituto, accanto ai cardinali vicari Clemente Micara, Luigi Traglia ed Angelo Dell'Acqua, venendo nominato, il 7 maggio 1957, cameriere segreto soprannumerario, confermato il 6 novembre 1958, e prelato domestico il 13 gennaio 1962.
Il 29 giugno 1971 papa Paolo VI lo promuove vescovo titolare di Miseno ed ausiliare di Roma, al posto di Dino Trabalzini nominato vescovo di Rieti.
Riceve la consacrazione episcopale, il 4 settembre successivo, dal cardinale vicario Angelo Dell'Acqua, avendo per co-consacranti i due vicegerenti Ettore Cunial, arcivescovo titolare di Soteropoli, e Ugo Poletti, arcivescovo titolare di Cittanova (poi cardinale).
Il 27 maggio 1977 è trasferito alla sede titolare di Ferento.
Il 31 gennaio 1989 diviene membro della Commissione disciplinare della Curia Romana.
Dopo oltre tre anni e mezzo di vacanza dell'incarico, seguita al trasferimento di Ennio Appignanesi ad arcivescovo di Matera-Irsina, viene nominato, il 6 luglio 1991, vicegerente di Roma, cui è unito il titolo di abate commendatario di San Lorenzo fuori le mura, ed elevato alla dignità di arcivescovo, conservando il titolo di Ferento.
Il 1º novembre 1991 riceve la nomina a Membro della Congregazione delle Cause dei Santi "ad quinquennium", nomina che gli viene confermata, per la stessa durata, il 1º novembre 1996.
Il 19 luglio 1996, per raggiunti limiti di età,  si ritira dall'incarico, e contemporaneamente entra a far parte, quale canonico, del Capitolo vaticano.
Muore a Roma, a 79 anni d'età, il 22 marzo 2000.

## Genealogia episcopale
La genealogia episcopale è:
- Cardinale Scipione Rebiba
- Cardinale Giulio Antonio Santorio
- Cardinale Girolamo Bernerio, O.P.
- Arcivescovo Galeazzo Sanvitale
- Cardinale Ludovico Ludovisi
- Cardinale Luigi Caetani
- Cardinale Ulderico Carpegna
- Cardinale Paluzzo Paluzzi Altieri degli Albertoni
- Papa Benedetto XIII
- Papa Benedetto XIV
- Papa Clemente XIII
- Cardinale Bernardino Giraud
- Cardinale Alessandro Mattei
- Cardinale Pietro Francesco Galleffi
- Cardinale Filippo de Angelis
- Cardinale Amilcare Malagola
- Cardinale Giovanni Tacci Porcelli
- Papa Giovanni XXIII
- Cardinale Angelo Dell'Acqua
- Arcivescovo Remigio Ragonesi